# Otto Linné Erdmann
Otto Linné Erdmann (Dresda, 11 aprile 1804 – Lipsia, 9 ottobre 1869) è stato un chimico tedesco.

## Biografia
Otto Linné Erdmann nacque a Dresda l'11 aprile 1804, figlio di Karl Gottfried Erdmann, il medico che introdusse la vaccinazione in Sassonia. Nel 1820 iniziò a frequentare l'accademia medico-chirurgica del suo luogo natale, e nel 1822 entrò all'Università di Lipsia, dove nel 1827 divenne professore straordinario e nel 1830 professore ordinario di chimica. Mantenne questa carica fino alla sua morte, avvenuta a Lipsia il 9 ottobre 1869. Erdmann ebbe particolare successo come insegnante, ed il laboratorio fondato a Lipsia nel 1843 è stato a lungo considerato come un istituto modello nel suo campo.

## Opere
Eseguì studi sul nichel, sull'indaco, sul gas illuminante e sulla classificazione e determinazione dei pesi atomici.
Nel 1828 fondò il Journal fürr technische and ökonomische Chemie, che divenne nel 1834 il Journal für praktische Chemie. Fu anche autore di Über das Nickel (1827), Lehrbuch der Chemie (1828), Grundriss der Waarenkunde (1833), e Über das Studium der Chemie (1861).